# Цельсий, Магнус Николай
Магнус Николай Цельсий (швед. Magnus Nicolai Celsius; 1621—1679) — шведский математик, астроном, ботаник и педагог XVII века; ректор Уппсальского университета.

## Биография
Магнус Николай Цельсий родился 16 января 1621 года в местечке Альфта в шведской провинции Хельсингланд.
Вначале он был пастором, но позже оставил службу в церкви и занял должность профессора на кафедре математики в Уппсальском университете, а позднее стал его ректором.
Научно-литературная деятельность Магнуса Цельсия началась, по-видимому, альманахами на 1658, 1659, 1660 и 1661 гг. Затем он опубликовал «Observationes circa cometam in finem А. 1664» («Acta litteratura et scient. Suec.», т. II) и 15 диссертаций, напечатанных в 1671—1678 гг. и посвященных главным образом астрономическим предметам — например: «De cometis», «De comparatione corporum coelestium ad tellurem», «De eclipsibus», «De principiis astronomicis communibus» и другие.
Магнус Николай Цельсий умер 5 мая 1679 года.

## Семья
Дети:
- Цельсий, Нильс (1658—1724) — шведский астроном; отец астронома, геолога и метеоролога Андерса Цельсия.
- Цельсий, Юхан (1660—1710) — шведский поэт.
- Цельсий, Улоф (1670—1756) — шведский теолог, ботаник, историк, востоковед (его сын Цельсий, Улоф (младший)[швед.]; 1716—1794) — шведский историк, церковный и политический деятель).